# Mount Carroll
Mount Carroll város az USA Illinois államában. Lakosainak száma 1479 fő (2020. április 1.).

## Népesség
A település népességének változása:

| 2010 | 1 717 |
| 2020 | 1 479 |